# Wolfgang Merzenich
Wolfgang Merzenich (* 11. September 1942 in Angermünde; † 12. Januar 2012 in Gießen) war ein deutscher Informatiker und Hochschullehrer.

## Leben
Wolfgang Merzenich wurde 1942 in Angermünde geboren. An der Justus-Liebig-Universität Gießen begann er ein Studium der Mathematik und Informatik, das er an der Rheinischen Friedrich-Wilhelms-Universität Bonn fortsetzte. Am Institut für Automatentheorie und Schaltwerke des GMD-Forschungszentrums Informationstechnik war Merzenich von 1971 bis 1973 wissenschaftlicher Angestellter. Im Jahre 1973 promovierte er an der Universität Bonn bei Karl Heinz Böhling mit der Dissertation Algebraische Charakterisierung additiver Automaten-Arrays. Danach war er an der Technischen Universität Dortmund, wo er sich 1980 habilitierte, zuerst wissenschaftlicher Mitarbeiter und dann Privatdozent. Im Jahre 1989 erhielt Merzenich einen Ruf als Professor für Programmiersprachen an die Universität Siegen. Er trug wesentlich dazu bei, die Informatik und Elektrotechnik in einen gemeinsamen Fachbereich zu integrieren, dem er auch zeitweilig als Dekan vorstand. 
Zusammen mit Hans Christoph Zeidler verfasste er das Lehrbuch Informatik für Ingenieure.
Wolfgang Merzenich wurde 2007 an der Universität Siegen emeritiert.

## Publikationen
- Ein einfaches mathematisches Evolutionsmodell. 1972.
- Algebraische Charakterisierung additiver Automaten-Arrays. (= Dissertation) 1974.
- Finite tree types as initial algebras. 1976.
- Allgemeine Operatornetze als Fixpunktgleichungen. (= Habilitationsschrift) 1980.
- Operatornets: their unfoldments and coverings. 1981.
- Fractals, dimension, and formal languages. 1993.
- mit Hans Christoph Zeidler: Informatik für Ingenieure. Eine Einführung. Teubner, Stuttgart 1997, ISBN 978-3-519-02943-4 (Digitalisat bei der Google-Büchersuche; mit Kurzvita).